# Classes de Thom-Boardman
Ne pas confondre avec la notion de classe de Thom.
En mathématiques et plus particulièrement en topologie différentielle, les classes de Thom-Boardman sont un outil pour l'étude des singularités des applications différentiables.

## Historique
Introduites par René Thom en 1956, et généralisées par John Michael Boardman (en) en 1967, elles permettent de distinguer les singularités selon la dimension des noyaux d'une application différentiable et de certaines de ses restrictions. Elles ont une importante application dans le calcul des caustiques de l'optique géométrique.

## Définition (Thom, 1956)
Étant donnée une application (indéfiniment) différentiable {\displaystyle f:M^{m}\rightarrow N^{n}}, on définit en tout point {\displaystyle x\in M} le rang {\displaystyle r} de {\displaystyle f} comme étant le rang de l'application tangente {\displaystyle Tf_{x}}.
On définit aussi le corang à la source comme m – r, et le corang au but comme n – r. Le corang à la source est aussi la dimension i du noyau de {\displaystyle Tf_{x}} : i = m – r.
Un point {\displaystyle x\in M} est dit régulier si son rang prend la valeur maximale possible :
{\displaystyle r=\min(m,n).}
Il est dit singulier ou critique dans le cas contraire.
L'ensemble des points singuliers est noté ∑(f).
Les classes de Thom-Boardman décrivent la structure de ∑(f).
Un point {\displaystyle x\in M} est dit de classe ∑i si le noyau de {\displaystyle Tf_{x}} est de dimension i. On note ∑i(f) l'ensemble des points de classe ∑i.
Le cas général est défini inductivement en posant, pour toute famille d'entiers {\displaystyle I=(i_{1},i_{2},\cdots ,i_{n})} : 
On a les inclusions {\displaystyle M\supset \Sigma ^{i_{1}}\supset \Sigma ^{i_{1},i_{2}}\supset \Sigma ^{i_{1},i_{2},i_{3}}\supset \cdots .}

## Exemples de calculs
Points réguliers
Soit {\displaystyle f:\mathbb {R} \to \mathbb {R} }, {\displaystyle f(x)=x}.
Sa dérivée n'est jamais nulle. La fonction {\displaystyle f} n'a que des points réguliers : ∑0(f) = ℝ.
Le pli
Soit la fonction {\displaystyle f:\mathbb {R} \to \mathbb {R} ,~f(x)=x^{2}}.
Sa dérivée est 2x. On a donc ∑0(f) = ℝ\{0} et ∑1(f) = {0}.
L'unique point critique est appelé pli.
La fronce
Soit l'application {\displaystyle f:\mathbb {R} ^{2}\to \mathbb {R} ^{2}}, {\displaystyle f(x_{1},x_{2})=(y_{1},y_{2})=(x_{1}^{3}+x_{1}x_{2},x_{2}).}
On calcule le déterminant jacobien {\displaystyle J(x_{1},x_{2})=\det \partial (y_{1},y_{2})/\partial (x_{1},x_{2}).}
On trouve {\displaystyle J(x_{1},x_{2})=3x_{1}^{2}+x_{2}.}
Alors ∑1(f) est obtenu en écrivant {\displaystyle J(x_{1},x_{2})=0,} soit {\displaystyle x_{2}=-3x_{1}^{2}.}
C'est une parabole.
Pour trouver {\displaystyle \Sigma ^{1,1}(f)}, nous devons écrire la restriction {\displaystyle g} de {\displaystyle f} à ∑1(f).
En utilisant, l'égalité {\displaystyle x_{2}=-3x_{1}^{2},} on trouve {\displaystyle g:\mathbb {R} \to \mathbb {R} ^{2},~g(x_{1})=(-2x_{1}^{3},-3x_{1}^{2}).} La dérivée {\displaystyle g'(x_{1})=(-6x_{1}^{2},-6x_{1})} ne s'annule qu'à l'origine.
On a donc {\displaystyle \Sigma ^{1,1}(f)=(0,0).} La singularité à l'origine s'appelle fronce.
La queue d'aronde
Soit l'application {\displaystyle f:\mathbb {R} ^{3}\to \mathbb {R} ^{3}}, {\displaystyle f(x_{1},x_{2},x_{3})=(y_{1},y_{2},y_{3})=(x_{1}^{4}+x_{1}^{2}x_{2}+x_{1}x_{3},x_{2},x_{3})}.
Le déterminant jacobien {\displaystyle J(x_{1},x_{2},x_{3})=\det \partial (y_{1},y_{2},y_{3})/\partial (x_{1},x_{2},x_{3})}
s'écrit {\displaystyle J(x_{1},x_{2},x_{3})=4x_{1}^{3}+2x_{1}x_{2}+x_{3}.}
Alors ∑1(f) est obtenu en écrivant {\displaystyle J(x_{1},x_{2},x_{3})=0,} soit {\displaystyle x_{3}=-4x_{1}^{3}-2x_{1}x_{2}.}
C'est une surface régulière de ℝ3.
Pour trouver {\displaystyle \Sigma ^{1,1}(f),} nous devons écrire la restriction {\displaystyle g} de {\displaystyle f} à ∑1(f).
En utilisant l'égalité {\displaystyle x_{3}=-4x_{1}^{3}-2x_{1}x_{2},} on trouve {\displaystyle g:\mathbb {R} ^{2}\to R^{3},~g(x_{1},x_{2})=(-3x_{1}^{4}-x_{1}^{2}x_{2},x_{2},-4x_{1}^{3}-2x_{1}x_{2}).} On calcule la matrice dérivée {\displaystyle g'(x_{1},x_{2})=\partial (y_{1},y_{2},y_{3})/\partial (x_{1},x_{2}).} La condition caractérisant {\displaystyle \Sigma ^{1,1}(f)} est obtenue en annulant les 3 mineurs d'ordre 2, ce qui mène à {\displaystyle x_{2}=-6x_{1}^{2}.}
{\displaystyle \Sigma ^{1,1}(f)} est donc une courbe régulière de ℝ3, d'équation : {\displaystyle x_{2}=-6x_{1}^{2},~x_{3}=8x_{1}^{3}.}
Cette équation nous permet d'écrire la restriction {\displaystyle h} de {\displaystyle f} à {\displaystyle \Sigma ^{1,1}(f)} :
{\displaystyle h(x_{1})=(3x_{1}^{4},-6x_{1}^{2},8x_{1}^{3}).} Alors {\displaystyle \Sigma ^{1,1,1}(f)} est obtenu en écrivant que {\displaystyle h'(x_{1})}
est nul, soit {\displaystyle x_{1}=0.} La singularité à l'origine s'appelle queue d'aronde.
Les ombilics
Soit l'application {\displaystyle f:\mathbb {R} ^{4}\to \mathbb {R} ^{4}}, {\displaystyle f(x_{1},x_{2},x_{3},x_{4})=(y_{1},y_{2},y_{3},y_{4})=(x_{1},x_{2},x_{3}^{2}\pm x_{4}^{2}+x_{1}x_{3}+x_{2}x_{4},x_{3}x_{4})}.
On calcule comme précédemment ∑1(f) et {\displaystyle \Sigma ^{1,1}(f).}
Pour trouver ∑2(f), on calcule la matrice jacobienne
{\displaystyle \partial (y_{1},y_{2},y_{3},y_{4})/\partial (x_{1},x_{2},x_{3},x_{4}).}
On remarque que les deux premiers vecteurs-colonnes {\displaystyle \partial y_{i}/\partial x_{1}} et {\displaystyle \partial y_{i}/\partial x_{2}} forment un plan vectoriel. On écrit donc que les deux autres vecteurs-colonnes sont contenus dans ce plan, ce qui fournit 8 annulations de déterminants de mineurs d'ordre 3.
On trouve finalement ∑2(f) = (0, 0, 0, 0).
La singularité à l'origine s'appelle ombilic : ombilic hyperbolique pour le signe + et ombilic elliptique pour le signe –. Les ombilics hyperbolique et elliptique appartiennent à la même classe de Thom-Boardman ∑2(f).
L'ombrelle de Whitney-Cayley
Soit l'application {\displaystyle f:\mathbb {R} ^{2}\to \mathbb {R} ^{3}}, {\displaystyle f(x_{1},x_{2})=(y_{1},y_{2},y_{3})=(x_{1},x_{1}x_{2},x_{2}^{2})}.
On calcule la matrice jacobienne :
{\displaystyle {\dfrac {\partial (y_{1},y_{2},y_{3})}{\partial (x_{1},x_{2})}}={\begin{pmatrix}1&0\\x_{2}&x_{1}\\0&2x_{2}\end{pmatrix}}.}
∑1(f) est obtenu en annulant les 3 mineurs d'ordre 2 soit : {\displaystyle x_{1}=0,~2x_{2}=0,~2x_{2}^{2}=0.} Par conséquent ∑1(f) = (0, 0).
La singularité à l'origine s'appelle ombrelle de Whitney-Cayley.

## Application à l'optique géométrique
Les caustiques de l'optique géométrique sont modélisées mathématiquement en tant que singularités, ou plus exactement en tant que singularités lagrangiennes.
La théorie des singularités lagrangiennes montre qu'il existe cinq types génériques de points caustiques dans notre espace physique : les plis A2, les fronces A3, les queues d'aronde A4, les ombilics hyperboliques D4+ et les ombilics elliptiques D4–.
Le lien avec les singularités d'applications différentiables vient de la remarque suivante.
Considérons un ensemble (ou congruence) de rayons lumineux. Chaque rayon est défini par deux paramètres {\displaystyle x_{1},~x_{2},} qui sont par exemple les coordonnées du point Q du front d'onde W d'où est issu le rayon.
Pour décrire tous les points P du système des rayons, on ajoute aux coordonnées {\displaystyle x_{1}} et {\displaystyle x_{2}} une troisième coordonnée {\displaystyle x_{3}} le long du rayon, par exemple la distance QP mesurée le long du rayon {\displaystyle (x_{1},x_{2}).} On définit ainsi une application {\displaystyle f} qui fait correspondre au triplet {\displaystyle (x_{1},x_{2},x_{3})} le point {\displaystyle (y_{1},y_{2},y_{3})} de l'espace physique, situé à la coordonnée (distance) {\displaystyle x_{3}} le long du rayon {\displaystyle (x_{1},x_{2}).} Dire que les rayons « se croisent », c'est dire que {\displaystyle f} n'est pas injective. La non-surjectivité de {\displaystyle f} exprime l'existence de zones d'ombres. La caustique K du système de rayons est l'ensemble singulier ∑ de {\displaystyle f}, ou plus exactement son image dans l'espace physique : {\displaystyle K=f(\Sigma ).}
Cette modélisation des rayons par une application différentiable {\displaystyle f} explique que la caustique se compose d'une surface-pli A2 = ∑1(f), de lignes-fronces {\displaystyle A_{3}=\Sigma ^{1,1}(f),}
et de points queues d'arondes {\displaystyle A_{4}=\Sigma ^{1,1,1}(f).}
Elle n'explique cependant pas la présence des ombilics {\displaystyle \{D_{4}^{+},D_{4}^{-}\}} = ∑2(f) qui, dans la théorie générale, sont de codimension 4.
La caractérisation des points caustiques par les classes de Thom-Boardman permet leur calcul effectif dans la plupart des applications.

## Classes∑I(Boardman, 1967)
On doit à Boardman une extension intéressante des classes ∑I(f).
Ces classes, notées ∑I, où {\displaystyle I=(i_{1},\cdots ,i_{k})} sont définies indépendamment de toute fonction {\displaystyle f.}
Ce sont des sous-ensembles de l'espace des jets {\displaystyle J^{k}(M,N)} que nous n'expliciterons pas ici.
Le rapport entre les deux définitions des classes s'exprime par {\displaystyle \Sigma ^{I}(f)=j^{k}(f)^{-1}(\Sigma ^{I}),} où
{\displaystyle j^{k}(f)} désigne l'extension à {\displaystyle k}-jet de {\displaystyle f.} La relation exige pour être vraie certaines conditions de transversalité.

### Codimension de∑I
La codimension {\displaystyle \nu _{I}(m,n)} de ∑I, où {\displaystyle I=(i_{1},\cdots ,i_{k}),} est donnée par la formule de Boardman :
où {\displaystyle \mu (i_{1},i_{2},\cdots ,i_{k})} est le nombre de suites {\displaystyle j_{1},j_{2},\cdots ,j_{k}} d'entiers vérifiant les conditions :
{\displaystyle j_{1}\geq j_{2}\cdots \geq j_{k}} ;
{\displaystyle i_{r}\geq j_{r}\geq 0} pour tout {\displaystyle r} tel que {\displaystyle 1\leq r\leq k,}
avec {\displaystyle j_{1}>0.}

### Tableau des classes pour les petites dimensions
On donne ici les classes non vides pour les petites valeurs de {\displaystyle m=\dim M} et {\displaystyle n=\dim N.}
Pour chaque classe, on écrit entre crochets sa codimension et sa dimension : {\displaystyle \Sigma ^{I}[\nu ,m-\nu ].}
On note Reg l'ensemble des points réguliers : Reg = M\∑.
{\displaystyle {\begin{array}{|c|l|l|l|}\hline &&&\Sigma ^{0}[0,3]=\mathrm {Reg} \\n=3&\Sigma ^{0}[0,1]=\mathrm {Reg} &\Sigma ^{0}[0,2]=\mathrm {Reg} &\Sigma ^{1,0}[1,2]\\&&\Sigma ^{1}[2,0]&\Sigma ^{1,1,0}[2,1]\\&&&\Sigma ^{1,1,1}[3,0]\\\hline &&\Sigma ^{0}[0,2]=\mathrm {Reg} &\Sigma ^{1}[0,3]=\mathrm {Reg} \\n=2&\Sigma ^{0}[0,1]=\mathrm {Reg} &\Sigma ^{1,0}[1,1]&\Sigma ^{2,0}[2,1]\\&&\Sigma ^{1,1}[2,0]&\Sigma ^{2,1}[3,0]\\\hline n=1&\Sigma ^{0}[0,1]=\mathrm {Reg} &\Sigma ^{1}[0,2]=\mathrm {Reg} &\Sigma ^{2}[0,3]=\mathrm {Reg} \\&\Sigma ^{1}[1,0]&\Sigma ^{2}[2,0]&\Sigma ^{3}[3,0]\\\hline &m=1&m=2&m=3\\\hline \end{array}}}

## Sources
- R. Thom, « Les singularités des applications différentiables », Ann. Inst. Fourier, vol. 6, 1956, p. 43-87 [lire en ligne]
- (en) J. M. Boardman, « Singularities of differentiable maps », Publ. Math. IHES, vol. 33, 1967, p. 21-57 [lire en ligne]
- (en) V. I. Arnold, S. M. Gusein-Zade et A. N. Varchenko, Singularities of Differentable Maps, vol. I, Birkhäuser, 1985
- (en) A. Joets et R. Ribotta, « Structure of caustics studied using the global theory of singularities », Europhys. Lett., vol. 29, 1995, p. 593-598